# مالك سيكو
مالك سيكو (بالإنجليزية: Malik Sekou)‏ هو عسكري أمريكي، ولد في 8 يناير 1964 في سانت توماس في الولايات المتحدة.